# Randia portoricensis
Randia portoricensis är en måreväxtart som först beskrevs av Ignatz Urban, och fick sitt nu gällande namn av Paul Carpenter Standley. Randia portoricensis ingår i släktet Randia och familjen måreväxter. Inga underarter finns listade i Catalogue of Life.